# Pavliš, Banatul de Sud
Pavliš (maghiară Temespaulis, germană Temesch Paulisch, română Păuliș) este o localitate în Districtul Banatul de Sud, Voivodina, Serbia. Aceasta localitate este locul unde a murit eroul național al Iugoslaviei, luptător în lupta antifascistă de eliberare iugoslavă Jarko Zrenianin, omorât în timp ce încerca sa evadeze după re-arestarea sa, pe 4 noiembrie 1942.

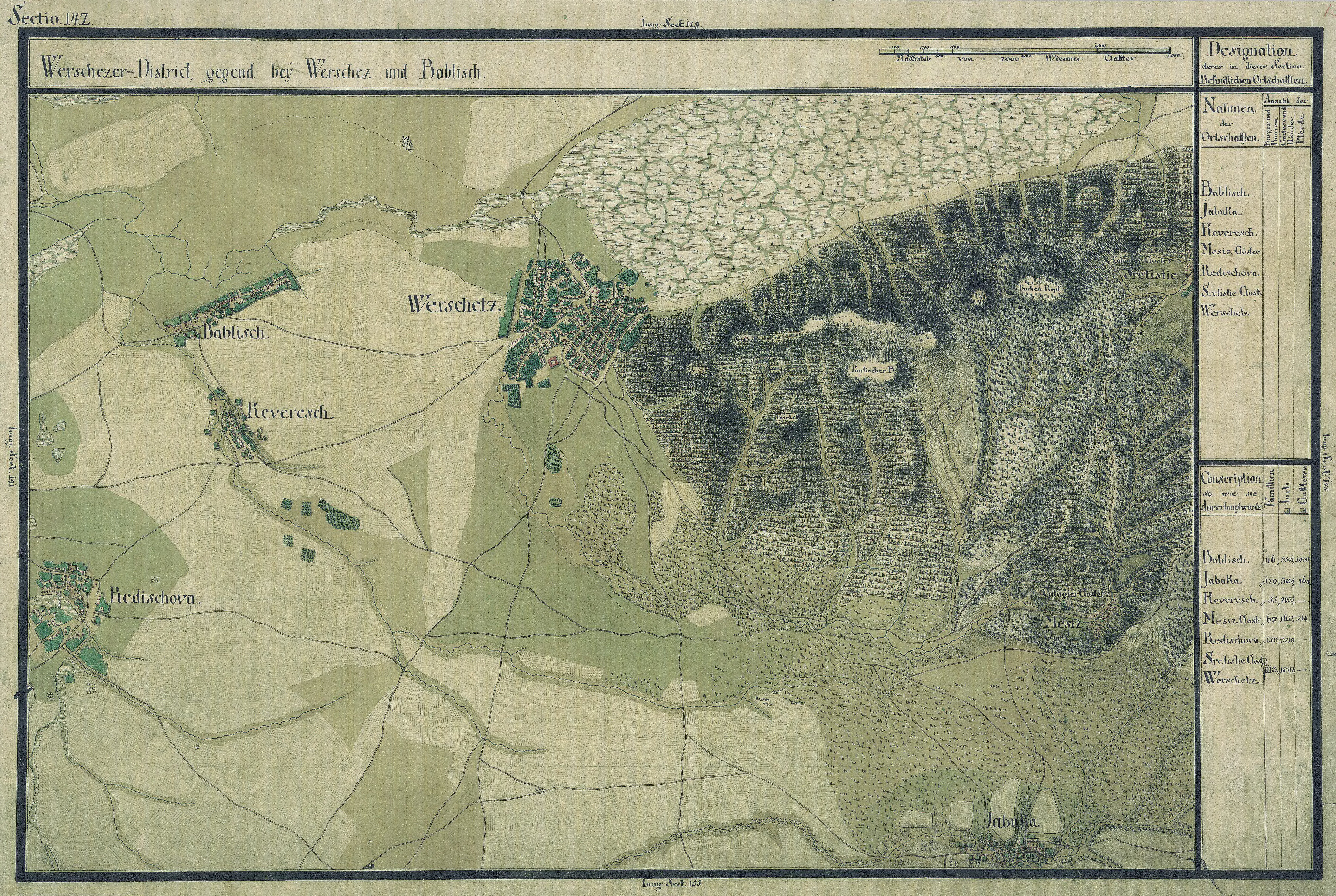
Pavliš în Harta Iosefină a Banatului, 1769-72

## Evoluția populației
- 1961: 2.246
- 1971: 2.188
- 1981: 2.137
- 1991: 1.999
- 2002: 2.237
- 2002: 2.205

## Vezi și
- Lista localităților din Serbia

1. ↑  , Republicki geodetski zavod[*] http://web.archive.org/web/20160530172604/http://www.rgz.gov.rs/upload/web/Spisak%20KO-20150521.zip, arhivat din original la 30 mai 2016 Lipsește sau este vid: |title= (ajutor)